# Malattia di Binswanger
La malattia di Binswanger (detta anche sindrome di Binswanger, morbo di Binswanger o demenza vascolare sottocorticale) è una forma di demenza, in particolare di leucoencefalopatia.
La malattia è stata scoperta e descritta nel 1894 da Otto Binswanger e nel 1902 Alois Alzheimer la definì col nome attuale.

## Caratteristiche
La caratteristica più comune di questa malattia è una lentezza psicomotoria. Questa è provocata da danni in strati profondi della sostanza bianca del cervello e da arteriosclerosi, oltre che da diverse tipologie di gliosi (microgliosi e gliosi astrocitaria), causando l'atrofia della sostanza bianca stessa e la rottura delle reti neurali sottocorticali, che controllano l'esecutivo funzionamento cognitivo.
È una malattia degenerante progressiva che avanza rapidamente con cambiamenti improvvisi e graduali. Al momento non è disponibile una cura certificata e può coesistere con l'Alzheimer.

## Eziologia
Il restringimento e ispessimento delle arterie che alimentano la sostanza bianca sono causati da molteplici fattori, principalmente legati all'età e ad ipertensione cronica.

## Sintomi
I sintomi principali sono direttamente collegati alla rottura delle reti neurali. Includono perdita di memoria a breve termine, attenzione di breve durata, comportamenti inadeguati, incapacità di prendere decisioni e organizzative, cambi di umore e personalità, e andatura instabile (accompagnata da cadute frequenti).
In generale, prevale una comune lentezza psicomotoria. Altri sintomi sono: variazioni di discorso e sintomi urinari (non collegati a malattie urologiche).